# Liberación (tidning)
Liberación (även Semanario Liberación) var en spanskspråkig, vänsterpolitisk nyhetstidning utgiven i Sverige mellan åren 1981 - 2020. Tidningen gavs ut med mellan en och två veckors intervall. Den innehöll bland annat politiska kommentarer, intervjuer och artiklar med nyheter från Latinamerika, Sverige och övriga världen. Liberación uppbar svenskt presstöd åren 1986 - 2020.

## Verksamhet
Liberación grundades som en veckotidning 1981, med en redaktion som till stor del bestod av politiska flyktingar från Uruguay, många med bakgrund i den uruguayanska stadsgerillan MLN-Tupamaros och andra vänsterorienterade grupper. Bakom utgivningen stod Föreningen Cuestión och Kulturgruppen Sverige-Uruguay, vilka också gav ut den kulturella och ideologiska tidskriften Cuestión samt Revista del Sur. Samtliga tidningar var av tydlig vänsterpolitisk karaktär. Föreningarna drev tryckeriet Zelmar Michelini med plats i Malmö, där man man bland annat hade ett fotolabb och själva tryckte sina tidningar.
Ursprungligen fokuserade tidningen till stor del på nyheter från Uruguay, men med tiden omfattade innehållet allt större delar av Latinamerika och världen. Också artiklar och nyheter om Sverige publicerades, även dessa på spanska. Redaktionen kom med tiden att expanderas med medlemmar från många olika latinamerikanska länder. Det överhängande fokuset på uruguayansk politik övergavs mot mitten av 1980-talet, för att istället övergå till ett bredare latinamerikanskt och internationellt sammanhang.
Liberación hade stor betydelse som kultur- och nyhetsförmedlare bland latinamerikaner i Sverige och även internationellt. Under den uruguayanska militärdiktaturens 1980-tal deltog man i kampen mot diktaturen bland annat genom att posta "mini-utgåvor" av tidningen till adresser i Uruguay, i format som var tillräckligt små för att rymmas i mindre kuvert.

## Nedläggning
Liberación mottog svenskt presstöd från 1986, men fråntogs detta 2020 med motiveringen att tidningen vid tiden hade för liten andel originalmaterial. Kort därpå lade tidningen ned sin verksamhet. Beslutet om indraget presstöd möttes av en debatt i media och en kampanj för bevarande av tidningen. Bland annat samlades namn in under ett upprop med flera exilpolitiska grupper som undertecknare.